# サロンエクスプレスアルカディア

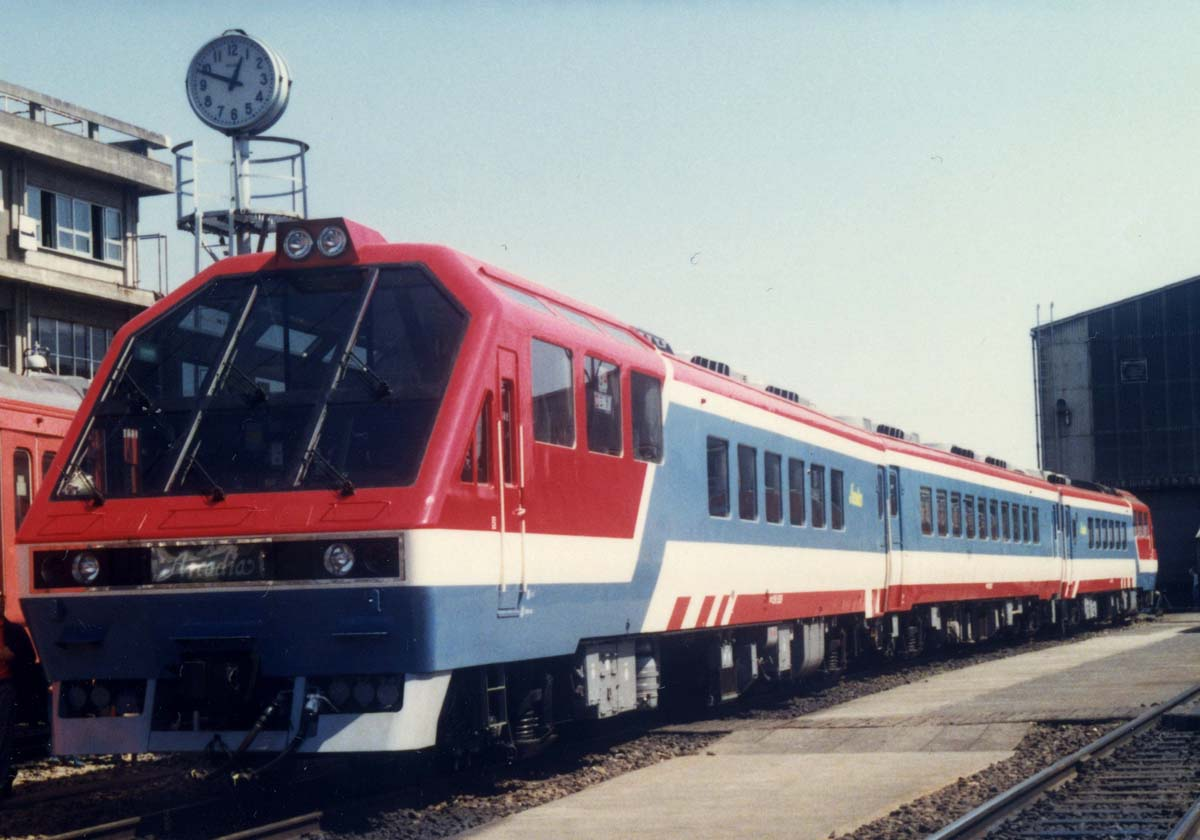
サロンエクスプレスアルカディア

- 国鉄キハ58系気動車 > サロンエクスプレスアルカディア
- 国鉄キハ58系気動車 > Kenji (鉄道車両)

サロンエクスプレスアルカディア（Salon Express Arcadia）は、日本国有鉄道（国鉄）・東日本旅客鉄道（JR東日本）が1987年（昭和62年）以降保有している鉄道車両（気動車）で、ジョイフルトレインと呼ばれる車両の一種である。
本項では、Kenji（ケンジ）への改造後についても記述する。

## 概要
国鉄新潟鉄道管理局では、1981年（昭和56年）に12系客車を改造した6両編成の和式客車（1985年（昭和60年）にサロンカー「サロン佐渡」1両を追加）と、キハ28形・キハ58形気動車カーペット車を運用していたが、そのどちらとも異なるイメージを有する車両を登場させたものである。
分割民営化直後より運行を開始したが、1988年3月に火災事故が発生し、1両が焼失した。無事だった2両も運用停止となっていたが、1992年（平成4年）に盛岡支社に転属した上で1両を追加改造し、同年に開催された三陸博覧会の観客輸送列車「三陸マリンライナー」で運用に復帰した。その後は愛称を宮沢賢治に因んだ「Kenji」と改め、団体用車両として2018年まで使用された。

## 車両
本節では、登場当時の車両仕様について記述する。
いずれの車両も国鉄キハ58系気動車より改造されており、両端の車両はキロ59形500番台、中間の車両はキロ29形500番台である。改造は新津車両所が担当した。
- 1号車 キロ59 508（旧キハ58 626） - 展望室・一般席
- 2号車 キロ29 505（旧キハ28 2010） - ソファー
- 3号車 キロ59 509（旧キハ58 650） - 展望室・一般席

全車両ともグリーン車扱いである。

### コンセプト・デザイン
欧風でグレードが高く、列車内でも楽しくくつろぐことにより、旅行気分を十分に満喫できる車両とすることを目標にした。
車体外部塗装は、雪椿をイメージする赤・日本海を表す青・雪を連想させる白の3色を使用した。この3色は、新潟地区の115系電車にも使用されている「新潟色」と同様の色で、デザインのみ変更したものである。
全車両とも、側面の窓を1段窓（上昇式）から固定窓（はめ殺し）に変更し、側面窓のカーテンは横引式に変更した。

### 先頭車
キハ58形の車体を先頭車端部から約7メートル分を台枠を残して切断し、展望室の構体を接合した。前面窓は「アルファコンチネンタルエクスプレス」と同様の6枚ガラス構成とした。展望室は床高さを600ミリメートル高くし、固定式の2人がけリクライニングシートを8脚設置した。このうち3脚は折りたたみ式の補助座席も設置した。展望室と一般客室の間には荷物室とビデオ装置（一般客室用）を設けた。
一般客室は座席部分を175ミリ高くしたハイデッキ構造とし、回転式の2人がけリクライニングシートを2列-2列の配置でシートピッチ1160ミリで前後8列設置した。座席の肘掛にはエアチューブ式ヘッドホンとオーディオチャンネルリモコンを内蔵させた。室内配色は緑基調でまとめた。
冷房装置は、展望室の直後にAU76A形集中式冷房装置1基を設置し、後位側はベース車両に設置されていたAU13A形分散式冷房装置3基をそのまま使用した。

### 中間車
キハ28形の車体構造には手を加えず、運転台直後の扉を閉鎖した。床下エンジンの騒音低減及び暖房の効率向上を図り、客室内は全体を200ミリ高くした。荷物棚は全て撤去した。
床面は全面に絨毯を敷き、この部分を土足禁止とすることにしたため、前後の出入台部分には合計66人分の下足入れを設置した。座席はソファーを合計24席とテーブルを置いたが、これは床には固定せず、自由に配置を変更し、イベントの内容によってはフロア全体を利用することも可能にした。室内灯として天井にシャンデリア5個設置したほか、側壁部には調光可能なスポットライト2個、調光可能なブラケット灯10個、7色光マシン1台を設けた。
客室の一端には売店カウンターを設け、冷蔵庫とコーヒーマシン、流し台を設置した。なお、調理設備は装備されていない。また、オーディオシステムとして車端部に37インチの大型ビデオモニターを設置したほか、カラオケ用にマイクジャックを6箇所・吊り下げ式スピーカーを4箇所に設けた。室内配色は茶色基調でまとめた。
この中間車のもとになったのは1961年製のキハ28 2010（旧キハ28 10）である。新製配置は広島で、1963年には三江南線式敷駅 - 口羽駅間開通セレモニーの際の記念列車に充当されたことが記録に残っている。

## 沿革

### サロンエクスプレスアルカディア
改造工事は1987年3月25日に終了し、同年4月より運用を開始した。したがって、竣工当時は国鉄の車両であったが、実際の運用を開始したのはJR東日本となってからである。
短編成の気動車である特性を活かし、新潟支社管内を中心に様々な線区へ運行されたが、運行開始から1年後の1988年3月30日、上越線越後中里駅 - 岩原スキー場前駅間を走行中に1号車（キロ59 508） が排気管の過熱により出火し全焼した（サロンエクスプレスアルカディア火災事故）。全焼したキロ59 508は同年内に廃車となり、残った2両は休車となった。

当時のJR東日本会長であった山下勇は船舶エンジンの開発に携わった技術者であり、すぐさま事故原因のひとつとおぼしいDMH17系エンジンの設計図を取り寄せさせ、図面を見るなり「おい、このエンジンは戦前の設計だぞ」と驚愕したという。同様の火災事故の発生を危惧した山下ら首脳陣は、在籍車のエンジン換装を指示し、1992年までにDMHエンジンの淘汰・換装が完了した。

### Kenji

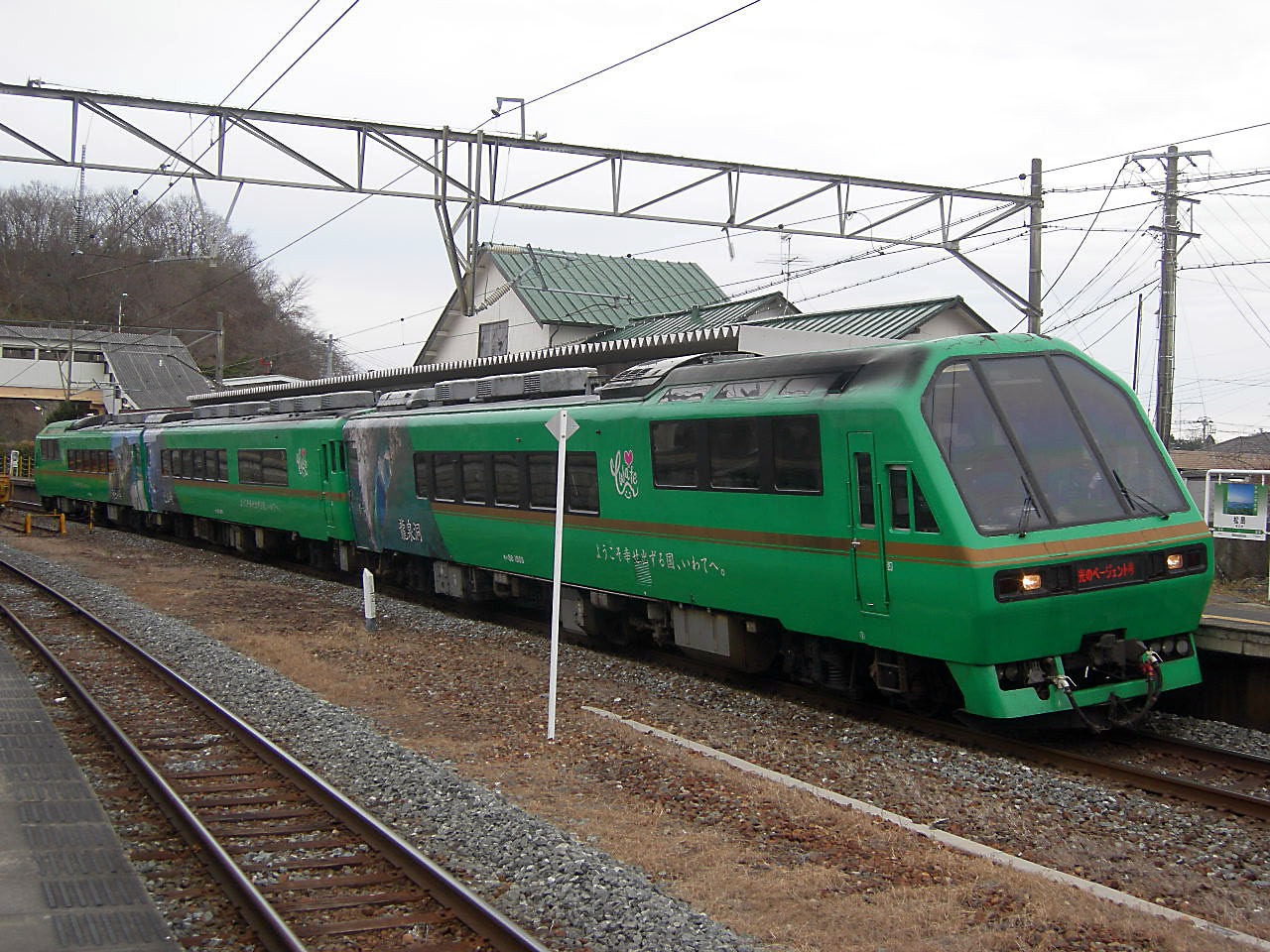
Kenji（グリーンに金帯の外観へ変更後）

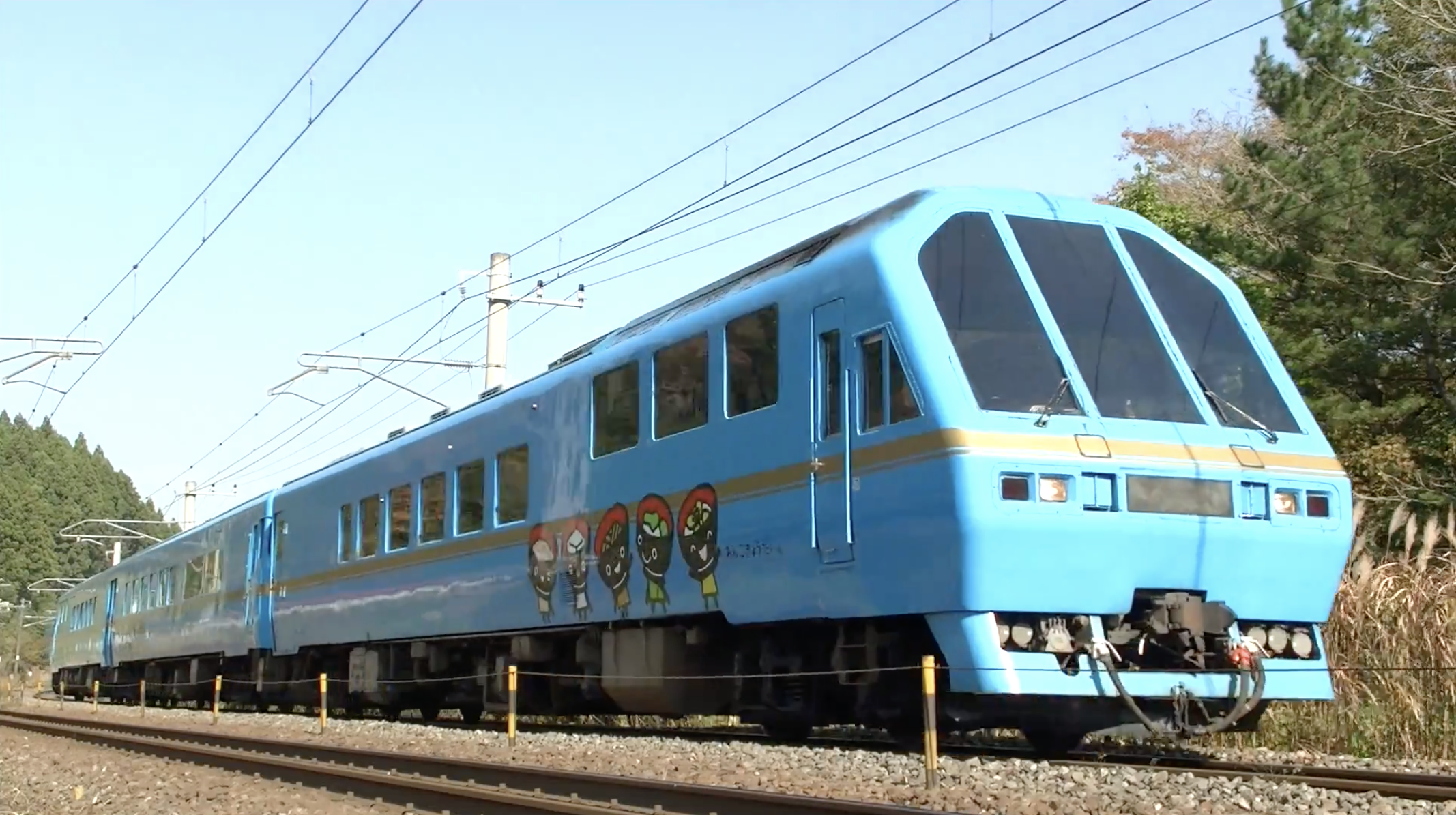
Kenji（青に金帯の外観へ変更後）

1992年に岩手県で行なわれた三陸・海の博覧会にあわせて、旅客輸送のための列車を運行することになり、休車になっていた2両を盛岡支社へ転属させた上で、新たにキハ58を1両、ほぼ同形態の外見ながら先頭の6枚窓は上下の枠を無くした3枚窓で追加改造した。3両ともエンジンは新型に換装されている。同時に全車両が普通車に格下げされ、2両は原番号に戻された。車体外部塗装は白をベースに青色系の濃淡の帯が入るものとなった。後に緑に金帯の外観となったが、2013年12月には青に金帯の外観となった。
- 1号車 キハ58 1505（追加改造車）- 展望室・一般席（2列-2列、定員46人）
- 2号車 キハ28 2010（旧キロ29 505）- 一般席（2列-1列、定員32人）
- 3号車 キハ58 650（旧キロ59 509）- 展望室・一般席（2列-2列、定員52人）

1992年7月4日より「三陸マリンライナー」として運行を開始し、三陸・海の博覧会終了後は「Kenji」として、団体用を中心に「さんりくとれいん」号などの臨時列車で運用されていたが、2018年9月8日の盛岡駅 - 一ノ関駅間で運行される団体列車での運用をもって引退した。JR線上において最後まで営業運転に就いていたキハ58系であった。

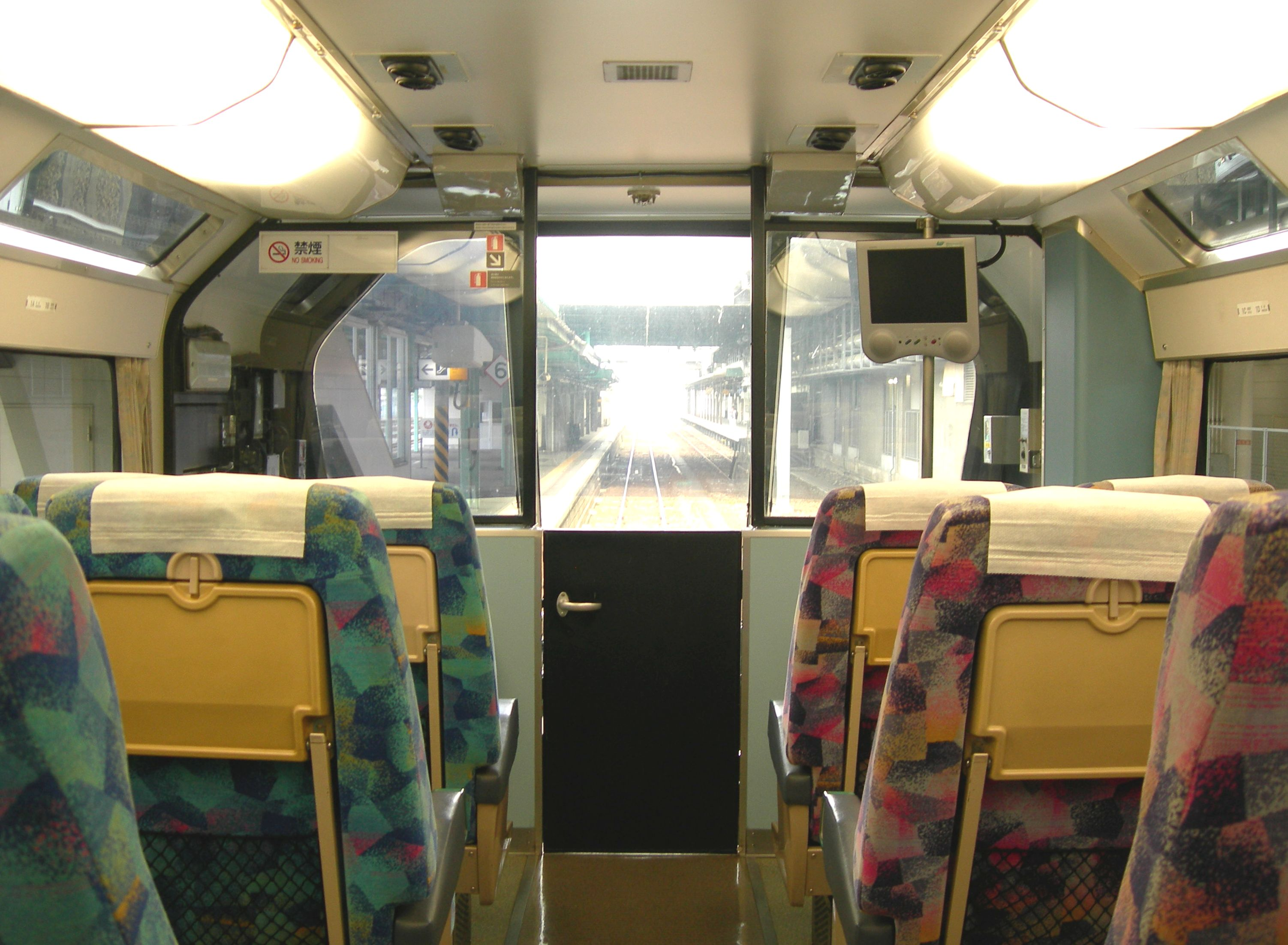
展望室
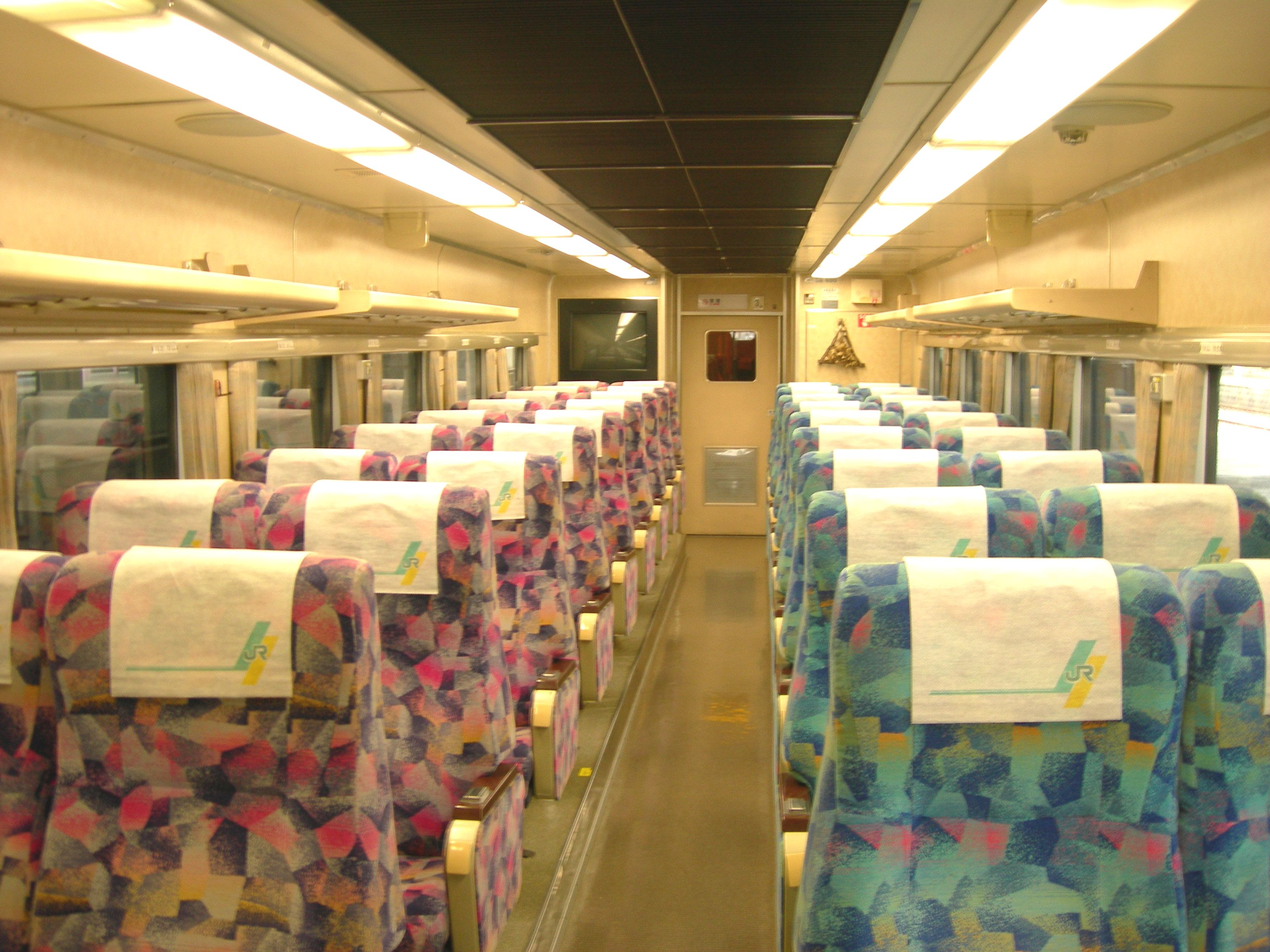
一般席（2列-2列）
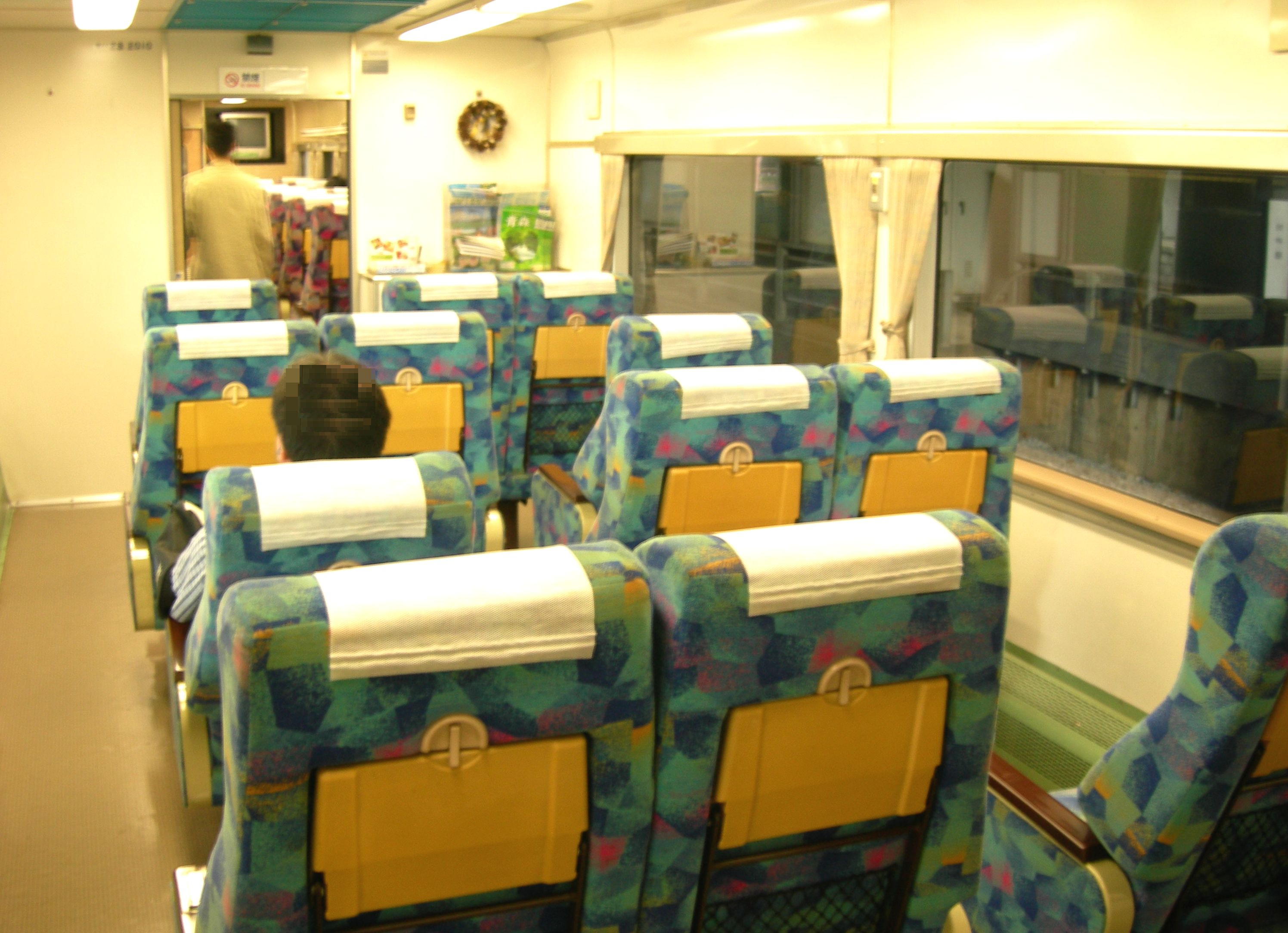
一般席（2列-1列）